# Tourist Trophy 1954
Il Tourist Trophy fu il secondo appuntamento del motomondiale 1954.
Si svolse dal 14 al 19 giugno 1954 (il 14 250 e 350; il 16 la 125; il 18 i sidecar; il 19 la 500).
Novità dell'edizione 1954 fu il ritorno del Sidecar TT, assente dal 1925. Per l'occasione fu creato un nuovo circuito, il Clypse, su cui corsero i "tre ruote" e la 125.
Il Senior TT fu accorciato da 7 a 4 giri a causa della pioggia, consentendo a Ray Amm, in lotta con Geoff Duke, di vincere la gara.
Lo Junior TT vide la prima vittoria del neozelandese Rod Coleman, in sella all'AJS 7R3 a tre valvole.
Lightweight e Ultra-Lightweight TT furono dominati dalle NSU, vittoriose rispettivamente con Werner Haas e Rupert Hollaus.
Il Sidecar TT vide la vittoria di Eric Oliver e la prima partecipazione di una donna al TT: la tedesca Inge Stoll-Laforge, passeggera del francese Jacques Drion.
Due i deceduti in questa edizione della gara: l'australiano Laurie Boulter in prova e l'inglese Simon Sandys-Winsch al primo giro del Senior TT.

## Senior TT (classe 500)
80 piloti alla partenza, 53 al traguardo.

### Arrivati al traguardo
| Pos. | Pilota          | Moto      | Tempo        | Punti |
| ---- | --------------- | --------- | ------------ | ----- |
| 1    | Ray Amm         | Norton    | 1h 42' 46" 8 | 8     |
| 2    | Geoff Duke      | Gilera    | +1' 05" 8    | 6     |
| 3    | Jack Brett      | Norton    | +2' 28" 4    | 4     |
| 4    | Reg Armstrong   | Gilera    | +2' 58" 8    | 3     |
| 5    | Rudy Allison    | Norton    | +5' 19" 8    | 2     |
| 6    | Gordon Laing    | Norton    | +5' 50" 4    | 1     |
| 7    | Dickie Dale     | MV Agusta | +6' 09" 4    |       |
| 8    | Robert Keeler   | Norton    | +6' 36" 6    |       |
| 9    | Jack Ahearn     | Norton    | +8' 20"      |       |
| 10   | Maurice Quincey | Norton    | +8' 20" 2    |       |

## Junior TT (classe 350)
79 piloti alla partenza, 58 al traguardo.

### Arrivati al traguardo
| Pos. | Pilota         | Moto      | Tempo        | Punti |
| ---- | -------------- | --------- | ------------ | ----- |
| 1    | Rod Coleman    | AJS       | 2h 03' 41" 8 | 8     |
| 2    | Derek Farrant  | AJS       | +1' 52" 2    | 6     |
| 3    | Bob Keeler     | Norton    | +2' 01" 8    | 4     |
| 4    | Leo Simpson    | AJS       | +3' 15"      | 3     |
| 5    | Peter Davey    | Norton    | +4' 44" 6    | 2     |
| 6    | John Clark     | Norton    | +6' 46" 2    | 1     |
| 7    | Bill Lomas     | MV Agusta | +7' 57" 4    |       |
| 8    | Peter Murphy   | AJS       | +8' 24" 8    |       |
| 9    | Eric Houseley  | AJS       | +8' 30" 8    |       |
| 10   | Arthur Wheeler | AJS       | +8' 43" 2    |       |

## Lightweight TT (classe 250)
23 piloti alla partenza, 17 al traguardo.

### Arrivati al traguardo
| Pos. | Pilota              | Moto       | Tempo        | Punti |
| ---- | ------------------- | ---------- | ------------ | ----- |
| 1    | Werner Haas         | NSU        | 1h 14' 44" 4 | 8     |
| 2    | Rupert Hollaus      | NSU        | +44" 2       | 6     |
| 3    | Reg Armstrong       | NSU        | +47" 4       | 4     |
| 4    | Hermann Paul Müller | NSU        | +1' 41" 2    | 3     |
| 5    | Fergus Anderson     | Moto Guzzi | +3' 47" 8    | 2     |
| 6    | Hans Baltisberger   | NSU        | +3' 49" 2    | 1     |
| 7    | Arthur Wheeler      | Moto Guzzi | +6' 39" 6    |       |
| 8    | Eric Houseley       | Velocette  | +13' 16"     |       |
| 9    | Ray Petty           | Norton     | +14' 12" 6   |       |
| 10   | John Horne          | Rudge      | +15' 03" 6   |       |

## Ultra-Lightweight TT (125 cc)
18 piloti alla partenza, 9 al traguardo.

### Arrivati al traguardo
| Pos. | Pilota            | Moto      | Tempo        | Punti |
| ---- | ----------------- | --------- | ------------ | ----- |
| 1    | Rupert Hollaus    | NSU       | 1h 33' 03" 4 | 8     |
| 2    | Carlo Ubbiali     | MV Agusta | +4"          | 6     |
| 3    | Cecil Sandford    | MV Agusta | +4' 32" 4    | 4     |
| 4    | Hans Baltisberger | NSU       | +5' 21" 6    | 3     |
| 5    | Ivor Lloyd        | MV Agusta | +10' 13" 2   | 2     |
| 6    | Brian Purslow     | MV Agusta | +13' 21" 2   | 1     |
| 7    | John Grace        | Montesa   | +16' 25" 6   |       |
| 8    | Bill Webster      | MV Agusta | +21' 18" 6   |       |
| 9    | James Thomson     | MV Agusta | +27' 01" 6   |       |

## Sidecar TT
19 equipaggi alla partenza, 15 al traguardo.

### Arrivati al traguardo
| Pos | Pilota           | Passeggero         | Moto   | Tempo        | Punti |
| --- | ---------------- | ------------------ | ------ | ------------ | ----- |
| 1   | Eric Oliver      | Les Nutt           | Norton | 1h 34' 00" 2 | 8     |
| 2   | Fritz Hillebrand | Manfred Grunwald   | BMW    | +1' 56"      | 6     |
| 3   | Wilhelm Noll     | Fritz Cron         | BMW    | +5' 16" 2    | 4     |
| 4   | Walter Schneider | Hans Strauß        | BMW    | +6' 27" 2    | 3     |
| 5   | Jacques Drion    | Inge Stoll-Laforge | Norton | +7' 17" 8    | 2     |
| 6   | Bill Boddice     | William Storr      | Norton | +9' 22" 6    | 1     |
| 7   | Jackie Beeton    | Charles Billingham | Norton | +9' 23" 2    |       |
| 8   | Ernie Walker     | Dun Roberts        | Norton | +10' 17"     |       |
| 9   | Frank Taylor     | Ron Taylor         | Norton | +10' 35"     |       |
| 10  | Len Taylor       | Peter Glover       | Norton | +12' 01" 8   |       |